# Îlet Long
L'îlet Long est une île de Martinique, une des îlets du François, appartenant administrativement à Le François.

## Géographie
De forme allongé et coudé, l'îlet est un site protégé. Il est situé au sud de la pointe Duplessis dans l’alignement de l’îlet Frégate et s'étend sur 130 m de longueur.

## Histoire
Ilet issu de la chaîne volcanique sous-marine de Vauclin-Pitaul daté du miocène moyen, il est comme les îlets Lavigne, Frégate, Oscar et Thierry, protégé par un arrêté de protection de biotope depuis 2003. Il 
est inscrit par l’arrêté ministériel du 28 juillet 2007, avec les îlets Lapins et Pelé.
L'île comporte dix maisons dont huit sont des résidences secondaires occupées l'été et deux sont en ruines. 